# Cyriel Delaere
Cyriel Delaere (Lendelede, 14 november 1861 - Leffinge, 9 maart 1917) was een Belgisch rooms-katholiek priester en voorman van Vlaamsgezinde studenten.

## Levensloop
Cyriel Delaere was een zoon van de landbouwer Aimé Delaere en Nathalie Lecluyse. Zijn broer Achiel Delaere, een jaar ouder, werd redemptorist en missionaris in Canada, bij de uitgeweken Oekraïners. Zijn twaalf jaar jongere broer Joris Delaere, priester van het bisdom Brugge, was leraar aan de Normaalschool in Torhout. Hij was de auteur van een bekend schoolboek Oud en Nieuw, excerpten uit de literatuur, bestemd voor de les Nederlands.
Cyriel werd priester gewijd op 4 juni 1887 en werd onmiddellijk benoemd in het Brugse Sint-Lodewijkscollege, enerzijds als surveillant, anderzijds als leraar Engels en koophandel. Hij bleef dit tot in 1898 en werd toen onderpastoor in Nieuwpoort. In 1912 werd hij pastoor in Leffinge, wat hij bleef tot aan zijn vroege dood.
Delaere behoorde niet tot de stichters van Biekorf, maar toen zijn vriend Edward Van Robays het redacteurschap van dit jonge tijdschrift opgaf, volgde hij hem op. Hij publiceerde verschillende artikels in het tijdschrift en had hartelijke contacten met de inspirator, Guido Gezelle. Hij bleef hoofdredacteur van 1894 tot 1907.

## De Vlaamsgezinde Delaere
Delaere behoorde in het overwegend Franstalige Sint-Lodewijkscollege tot een viertal actieve Vlaamsgezinden: Edward Van Robays, Jan Craeynest en Edmond Denys. Volgens Jozef Geldhof lag Cyriel Delaere aan de basis van de Vlaamse strijdlust die veel Brugse leerlingen en studenten bezielde.
Zonder hierover in het publiek op te treden, werd Delaere zodanig actief in de studentenbeweging dat hij in 1894 de functie op zich nam van hoofdredacteur van het tijdschrift De Vlaamsche Vlagge, een taak die hij tot in 1907 uitvoerde. Hij trok jongere medewerkers aan, zoals Lodewijk Dosfel, Robrecht De Smet en Cyriel Verschaeve.
Hij werd ook lid van De Swighende Eede, de geheime vriendenkring rond Hugo Verriest. Hij was verder lid van het Christen Vlaams Verbond, dat tot de christelijke en Vlaamsgezinde sfeer behoorde.

## Publicatie
- 't Kruis bij de Vlamingen, tekst van een voordracht voor het Davidsfonds, Brugge, 1896.
- Artikels in Biekorf.
- Artikels in De Vlaamsche Vlagge.